# Coproica disticha
Coproica disticha är en tvåvingeart som först beskrevs av Becker 1919.  Coproica disticha ingår i släktet Coproica och familjen hoppflugor. Inga underarter finns listade i Catalogue of Life.